# Кубок Ліхтенштейну з футболу 1995—1996
Кубок Ліхтенштейну з футболу 1995—1996 — 51-й розіграш кубкового футбольного турніру в Ліхтенштейні. Титул здобув Вадуц.

## Перший раунд
| Команда 1      | Рахунок  | Команда 2  |
| -------------- | -------- | ---------- |
| Руггелль II    | 0–3 (тп) | Трізен II  |
| Бальцерс II    | 0–2      | Трізенберг |
| Трізенберг II  | 0–5      | Шан        |
| Ешен-Маурен II | 0–9      | Бальцерс   |
| Шан II         | 3–0 (тп) | Руггелль   |
| Вадуц-2        | 1–0      | Трізен     |

## 1/4 фіналу
| Команда 1     | Рахунок | Команда 2   |
| ------------- | ------- | ----------- |
| Трізенберг II | 0–4     | Ешен-Маурен |
| Вадуц-2       | 1–4     | Шан         |
| Шан II        | 0–8     | Бальцерс    |
| Трізенберг    | 0–6     | Вадуц       |

## 1/2 фіналу
| Команда 1   | Рахунок | Команда 2 |
| ----------- | ------- | --------- |
| Вадуц       | 3–2     | Бальцерс  |
| Ешен-Маурен | 3–2     | Шан       |

## Фінал
| 16 травня 1996 |

| Вадуц        | 1–0 | Ешен-Маурен |
| ------------ | --- | ----------- |
| М. Перес 46' |     |             |

| Шпортплац Блюменау, Трізен Глядачів: 650 |